# Steppe de Baraba
Pour l’article homonyme, voir Baraba.

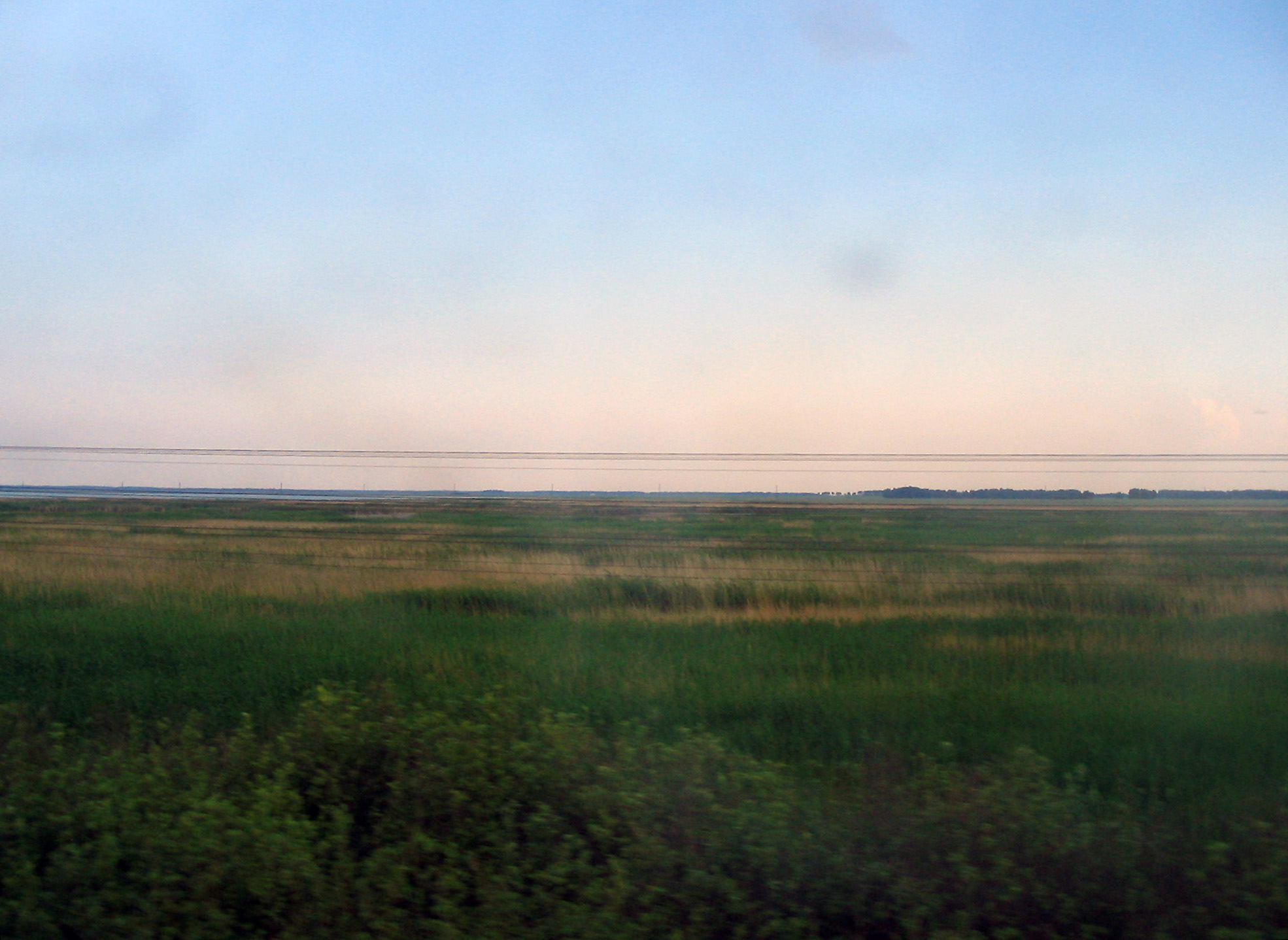
La steppe de Baraba vue depuis le Transsibérien.

La steppe de Baraba (steppe également connue sous le nom de steppe de Barabine, en russe : Барабинская низменность) est une plaine boisée de Sibérie occidentale. La steppe a une superficie de 117 000 km2 et s'étend entre l'Ob et l'Irtych. Elle s'étend sur l'oblast de Novossibirsk et la partie orientale de l'oblast d'Omsk. La steppe de Baraba comporte plusieurs lacs importants, dont le lac Tchany.
Le chemin de fer Transsibérien la traverse d'ouest en est, entre Omsk et Novossibirsk. Barabinsk est la principale ville de la steppe.